# Pulsatilla rubra
Pulsatilla rubra, llamada popularmente en España pulsatila o flor del viento, es una especie de la familia de las ranunculáceas. 

## Descripción
Planta herbácea perenne rizomatosa de bajo porte. Todas las partes están cubiertas de largos pelos blanquecinos. Las hojas nacen en roseta basal, como mínimo 2 son pinnatisectas. Tallos florales de 20 a 30 cm de alto con Flores solitarias. Perianto de 6 sépalos petaloides de forma lanceolada de color violeta, más oscuro en la parte interna.

## Distribución
Está ampliamente distribuida por el suroeste de Europa y la península ibérica en los sistemas montañosos cantábrico, ibérico y pirenaico. A altitudes entre los 400 a 1500 m s. n. m.